# Télesphore (mythologie)
Pour les articles homonymes, voir Télesphore.

Dans la mythologie grecque, Télesphore (en grec ancien Τελεσφόρος / Telesphóros) est le troisième fils d'Asclépios, le dieu de la médecine. Ce dieu intégré au culte grec était à l'origine un dieu de la mythologie celtique avant d'être intégré au culte d'Asclépios.

## Origine
L'origine de ce mythe n'est pas connue, mais a subi une forte influence celtique d'une divinité de la végétation et de la richesse par interpretatio romana qui conféra le nom de Cuculatus. Il se diffusa en Asie Mineure via l'influence celtique des Galates. Il est supposé que les prêtres grecs et romains le mentionnèrent sous le nom de Telesphorus,, à partir du Ier siècle.

## Rôle et représentation
Vêtu d'une pèlerine à capuchon, habit de ceux qui relèvent de la maladie, Télesphore est une divinité associée à la convalescence. Il restaure la force des hommes et leur rend la vigueur et l'endurance que la maladie ou les blessures leur ont ôtées. Il est souvent représenté en compagnie de son père et de sa sœur Hygie.

## Culte
Le culte de Télesphore est probablement apparu au Ier siècle av. J.-C. à Pergame en tant qu'élément du culte d'Asclépios. Sa popularité augmenta, au IIe siècle, après qu'Épidaure (siège du culte d'Asclépios) et d'autres villes eurent adopté son culte. On trouve des représentations de Télesphore principalement en Anatolie, en Thrace et dans la région du Danube.
Pausanias mentionne un certain Évamérion, fils d'Asclépios qu'il identifie à Télesphore, vénéré dans le sanctuaire de Titanè, ainsi qu'Akésis (identifié lui aussi à Évamérion et donc à Télesphore) dans celui d'Épidaure.